# Jiao Yunlong
Jiao Yunlong (né le 19 mai 1988) est un escrimeur chinois, son arme de prédilection étant l'épée.
Il remporte le titre individuel à l'épée des Championnats d'Asie en 2015 à Singapour, une épreuve qui n'avait été remportée que par des épéistes sud-coréens ou kazakhs depuis 2003.
En 2007, il avait remporté la médaille de bronze lors des Championnats du monde cadets/juniors (catégorie des moins de 20 ans) à Belek, en Turquie.

## Notes et références

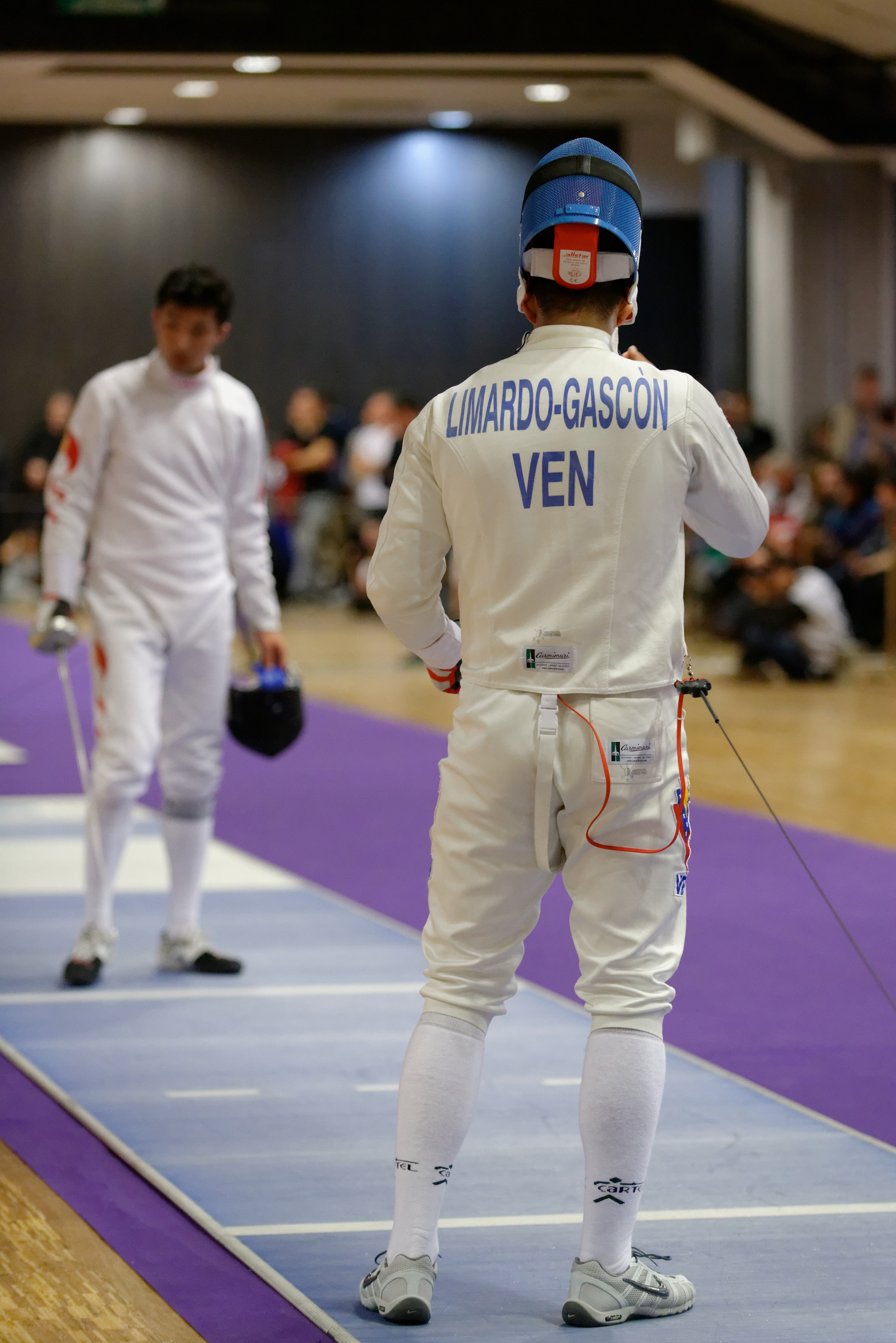
Challenge RFF 2013